# Kala (Boura)
Pour les articles homonymes, voir Kala.
Kala est une commune rurale située dans le département de Boura de la province de Sissili dans la région du Centre-Ouest au Burkina Faso.